# Mallosia imperatrix
Mallosia imperatrix is een keversoort uit de familie van de boktorren (Cerambycidae). De wetenschappelijke naam van de soort werd voor het eerst geldig gepubliceerd in 1885 door Abeille de Perrin.